# Valberto Wiggers Michels
Valberto Wiggers Michels (Braço do Norte, 24 de novembro de 1963) é um empresário e político brasileiro.

## Carreira
Filiado ao Partido dos Trabalhadores (PT), foi eleito vice-prefeito municipal de Braço do Norte, em 1 de março de 2009. Assumiu o cargo em 16 de março.